# Campaña naval de 1841 (Guerra Grande)
La Campaña naval de 1841, también llamada como de las Campañas del Plata, enfrentó en aguas del Río de la Plata a las escuadras de la Confederación Argentina y del Uruguay en el marco de la Guerra Grande.

## Antecedentes
El 29 de octubre de 1840 el convenio firmado entre el almirante francés Ángel René Armand de Mackau y el canciller de Juan Manuel de Rosas, Felipe Arana, finalizó el conflicto entre Francia y Argentina. Por el mismo se estipulaba el levantamiento del bloqueo a los puertos argentinos y la evacuación de la isla Martín García. 

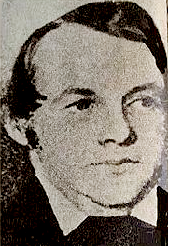
John Halstead Coe.

El gobierno oriental de Fructuoso Rivera, que hasta el momento mantenía en operaciones sólo una escuadrilla en aguas del río Uruguay al mando de Francisco Fourmantin desde el 13 de noviembre de 1838, fecha en la que había reemplazado a Santiago Sciurano, carecía de tiempo para preparar una adecuada defensa de la isla por lo que retiró también sus tropas, pero decidido a levantar una escuadra que disputara el control del Río de la Plata nombró una Comisión Marítima destinada a su equipamiento y armamento que inició de inmediato una suscripción entre la clase adinerada a los efectos de procurarse recursos. El 31 de diciembre de 1840, el Ministerio de Guerra y Marina riverista nombró al coronel John Halstead Coe jefe de las fuerzas navales a crearse.
A comienzos de 1841 la flota de Coe constaba ya de la corbeta Sarandí (10 cañones, Malcolm Shannon), buque insignia, bergantín Pereyra (4 cañones, Roberto Guillermo Beazley), la goleta Palmar (3 cañones, Guillermo Mason), el bergantín goleta Montevideano (6 cañones, Bernardo Dupuy), el lugre Constitución, el bergantín goleta General Aguiar (Enrique Sinclair y el bergantín goleta Yucutujá.
Por su parte, alejada la amenaza que representaba Francia, segunda potencia naval de la época, Rosas dispuso como primera medida ocupar Martín García, rehacer sus fortificaciones y colocar una guarnición permanente y como segunda llevar el bloqueo a la misma Montevideo, para lo cual el 22 de enero de 1841 emitió un decreto disponiendo el cierre de los ríos Paraná y Uruguay, autorizando el corso contra los buques provenientes de puertos orientales y el bloqueo de la capital.

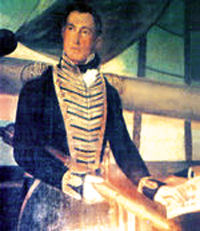
Guillermo Brown.

Por decisión de Rosas y de su inspector y comandante general de Armas, el coronel mayor Agustín de Pinedo, el 2 de febrero se designó al brigadier Guillermo Brown comandante general en jefe de la Escuadra de la República. Brown era reconocido, sin distinción de partidos, como un héroe de la guerra naval contra España y contra el Brasil, y si bien se encontraba ya retirado, aceptó el nombramiento. El teniente 1° Álvaro José de Alzogaray sería su ayudante y enlace con el canciller Felipe Arana. Hasta ese momento, la escuadrilla de la Confederación se reducía a unas pocas naves que al mando de Antonio Toll disputaban el control del río Uruguay a Fourmantin.
El nuevo adversario de Brown, Coe, era al igual que varios de los oficiales de ambas escuadras, un antiguo subordinado suyo en la campaña contra el Imperio del Brasil.
Brown contaba con el bergantín General Belgrano (24 piezas, Antonio Toll, luego sustituido por Guillermo Bathurst), nave insignia, el bergantín General Echagüe (11 piezas, Joaquín Hidalgo), la corbeta 25 de Mayo, el bergantín goleta Vigilante (5 piezas, Bathurst y luego Juan King) y las goletas General San Martín (5 piezas, Gerardo Fisher), Libertad (5 piezas, Craig y luego J.Cordero), Entrerriana (8 piezas, Nicolás Jorge) y 9 de Julio.

### Primeras acciones

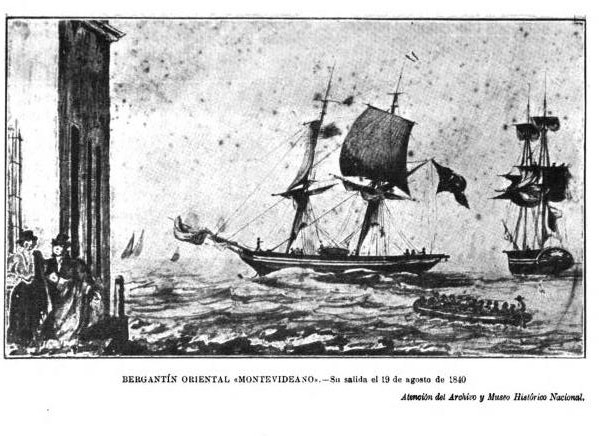
Bergantín Montevideano (1840).

El 7 de febrero de 1841 desertó desde Colonia del Sacramento el bergantín goleta General Aguiar en momentos en que su comandante se hallaba en tierra.
El 11 de febrero Rivera dispuso por su parte el cierre de los ríos y autorizó el corso contra los buques de pabellón argentino.
Ya iniciada la escalada dell conflicto, Rosas dio órdenes de desplegar una escuadrilla al mando de Gerónimo Caliza para actuar entre Salto y Belén, la que comenzó a operar el 13 de marzo de 1841 causando un importante perjuicio al comercio uruguayo.
En marzo, la escuadra riverista había sumado a las naves ya citadas las goletas Luisa y Rivera. Pese a estar listo a iniciar operaciones, durante dos meses Coe mantuvo sus buques al amparo de las baterías de Montevideo. El 16 de mayo de 1841 fue izado el pabellón oriental en la Sarandí, mientras Brown estaba preparado para zarpar con su escuadra rumbo a Montevideo.

### Combate del 24 de mayo de 1841
Coe fondeó al sudeste de Punta Brava mientras que Brown no rehusó el combate y con sólo el Belgrano y el Echagüe se colocó a barlovento. A las 10 se incorporó a la acción el Vigilante que ubicándose para cortar la retirada de la escuadra riverista al puerto inició un fuerte cañoneo hasta las 11:45. A las 12:15 se generalizó el combate al suroeste de Punta Carretas, sosteniéndose  hasta las 15 horas, en que amainó el viento y la escuadra de Coe se dejó llevar a sotavento. 
A las 16:30 se reinició el combate, que se mantuvo hasta que a las 18:30, ya anocheciendo, Coe se retiró a Montevideo, dejando atrás y aislado al sur de la bahía al Montevideano. La escuadra argentina la siguió sin forzar un nuevo combate (Brown se había quedado sin pólvora) y fondeó a las 19:30 en la bahía cerrando nuevamente el bloqueo.
En la acción resultaron muertos el subteniente de la Confederación Pedro Renault, y entre los riveristas hubo 13 bajas, entre ellas el comandante de la Sarandí teniente coronel Malcolm Shannon, partido por una bala de cañón, y el teniente Andrés Lemoine, ayudante de Coe, muerto al lado de su comandante.
Bernardo Dupuy, comandante del Montevideano, diría en sus memorias:"Nuestra escuadra era mandada por don Enrique Coe, compadre de Brown. Nos batimos hasta después de entrada la noche en que Coe con los demás buques se metió en el puerto, para reparar, según se dijo, sus averías y me dejó a mí abandonado con mi buque en medio de mi enemigo; y siendo de noche, tuve que anclar fuera del puerto, sin ningún auxilio".
El Montevideano, al mando de Dupuy, apenas amaneció intentó regresar a puerto bordeando la costa y respondiendo con fuego de fusilería al bergantín General San Martín que lo perseguía. Alcanzado por tres balas de a 24, finalmente varó al este de la ciudad. Pronto la costa se llenó de curiosos y de una compañía de infantería al mando de Nicanor Costa en previsión de un abordaje.
Brown llegó a las 8:30 con otros tres buques, y aproximándose lo más posible abrió fuego contra el navío oriental, pero al observar "que las balas llegaban a tierra donde una multitud de gente se había agolpado inconsideradamente por mera curiosidad, temiendo hacer daño al inocente pueblo oriental, mandé suspender el fuego a nuestros buques que de otro modo hubieran destruido completamente al enemigo". 
Aunque Brown había cesado el fuego, el Montevideano continuó disparando a la flota enemiga que mantuvo la posición hasta que ya anochecido y habiéndose retirado Brown dos millas dentro por el tiempo amenzazante, logró salvarse y regresar al puerto. Allí, muy dañado, fue desarmado por el gobierno oriental, al igual que el Yucutujá y el Constitución.
Brown afirmó en carta del 14 de agosto de 1841 al director del periódico British Packet que el único buque suyo que combatió fue el Belgrano, que recibió 25 impactos hasta que se le acabó la pólvora, lo que coincide con el parte de Coe.
Poco después, mientras la escuadra riverista se recuperaba del combate, la goleta Palmar acompañada de un patacho, abandonó el puerto de Montevideo y se pasó a la escuadra argentina.
El 4 de junio arribó a Montevideo el bergantín portugués Prontidao, adquirido por agentes de Rivera en Río de Janeiro, que con el nombre Cagancha fue alistado e incorporado a la escuadra. A este se sumaron la barca francesa Consolation, que se incorporó con el nombre de Constitución, y la barca griega Ulises que lo hizo con el de 25 de Mayo. 

#### Combate de Santa Lucía
El 3 de agosto a las 8 de la mañana la escuadra argentina se presentó en línea de batalla frente al puerto, a barlovento de la escuadra oriental.
Con viento en contra, recién a las 9 dio vela la oriental con el fin de ganar la posición a barlovento, lo que advertido por Brown intentó sin éxito hasta las 13:00 horas, cuando finalmente se inició el combate, en la boca del río Santa Lucía, a 5 millas de Montevideo.
Brown no fue sostenido por sus oficiales e hizo frente a la lucha con la Belgrano, combatiendo borda a borda con la Sarandí hasta que la General Rivera, que acudió en ayuda de la capitana oriental le asestó una palanqueta por la popa a flor de agua abriéndole varios rumbos. 
Al anochecer, y habiéndose levantado una densa niebla, cesó el intenso cañoneo. Brown se retiró rumbo a Punta Indio mientras Coe regresaba a puerto. En esa maniobra Coe perdió la goleta Rivera, que habiendo recibido importantes daños, se fue a pique al chocar con otro buque al entrar a puerto.

#### Toma del Cagancha
Tras el combate de Santa Lucía, la escuadra de la Confederación regresó a Buenos Aires, donde permaneció 4 meses durante los cuales se reparó el Belgrano y adquirió y armó el bergantín sueco Oscar, que con el nombre San Martín se incorporó a la flota. 
El 24 de noviembre la escuadra argentina compuesta ahora del Belgrano (Hidalgo), 25 de Mayo (King), San Martín (Alzogaray), Echagüe (Jorge), Vigilante (Pinedo) y Republicano (Bathurst) reiniciaba el bloqueo. Coe, contaba con la Sarandí, la barca 25 de Mayo (Fourmantin), Cagancha (Dupuis) y Constitución (Beazley).
El 9 de diciembre a las 4 de la mañana Coe marchó contra la flota argentina. A las 8 de la mañana la Sarandí avistó la escuadra de la Confederación fondeada al SO del banco Ortíz. A las 9 ambas líneas estaban enfrentadas pero la débil brisa hizo que la lucha se iniciara recién a las 10 horas. Inicialmente la lucha favoreció a Coe: el Republicano y el Vigilante se mantuvieron llejos del combate y el San Martín perdió el mastelero de trinquete. Pero habiendo cambiado el viento al mediodía favoreciendo ahora a Brown, la suerte de la batalla cambió. Tras cuatro horas de combate, con la 25 de Mayo en peligro y mientras se levantaba una fuerte tormenta, la escuadra riverista se retiró rumbo a Colonia del Sacramento dejando atrás al Cagancha (14 cañones) que desmintiendo su primitivo nombre portugués (Promptidao, ligero), se replegó lentamente y fue cortado por el Belgrano, poniendo rumbo al banco Ortíz.
Pese a la tormenta, los buques argentinos iniciaron la persecución y alcanzado por metralla y cohetes incendiarios el Cagancha se retiró combatiendo hacia el banco Ortiz, a la vera del cual se refugió al llegar la noche. A las 21:30 siendo noche muy oscura y con el mar muy picado como para navegar bordeando el banco, la persecución se suspendió. 
A las 10 de esa noche se descargó otra violenta tormenta que desarboló al San Martín obligándolo a anclar. A la luz de los relámpagos, su comandante Alzogaray advirtió que cerca suyo habían anclado otros dos navíos. Reconoció en uno a la 9 de Julio y en otro al Cagancha, que permanecía al ancla también completamente desarbolado.
Al amanecer y a pesar de la fuerte marejada, el buque oriental fue capturado y conducido a Buenos Aires, incorporado a la escuadra con el nombre Restaurador.

#### Combate del 21 de diciembre de 1841
El 21 de diciembre se produjo una última refriega. En la bahía se encontraban fondeados el Belgrano y la argentina 25 de Mayo sin oposición alguna ante la ausencia de la flota oriental. Ese día al amanecer la escuadra de Coe ancló a 13 millas al SO del Cerro y a las 7 se pusieron a la vela, mientras que Brown, con fuerte viento en contra, sólo pudo zarpar pasadas las 8. 
A las 11:30 según el parte de Brown, a las 13 según Coe, el comandante argentino se lanzó con sus dos buques sobre la escuadra enemiga combatiendo hasta las 13:30, en que la lucha se suspendió a causa de la extraordinaria calma que sobrevino, reiniciándose a las 15 con menos intensidad hasta las 16. 
Al anochecer ambas escuadras fondearon separadas por 10 millas. A las 5 de la mañana levaron anclas y a las 6 "el General Belgrano se puso en facha para continuar el combate, pero el enemigo viendo esta determinación orzó luego fugando aguas abajo huyendo de la pelea".
Recién el 23 arribó a Montevideo el comodoro Coe quien adujo "haber perseguido al almirante hasta el canal del sur de Buenos Aires sin poder darle caza debido al superior andar de sus buques y a un fuerte temporal del SE que lo favoreció en la noche del 21". Sin embargo, la corbeta Sarandí había sufrido importantes daños y pese a los partes triunfantes de Coe los resultados eran, en el mejor de los casos, indecisos. La escuadra argentina continuaba actuando sin mayores inconvenientes, provocando la salida de la oriental y forzando repetidamente el combate. Las pérdidas de Coe, fuera a resultas de la lucha, maniobras poco felices o la traición, superaban a las argentinas y los resultados no justificaban los costos que representaba el mantenimiento de la escuadra para el gobierno uruguayo.
Finalmente, si la opinión pública creía el discurso victorioso de Coe no comprendía que no consiguiera batir en regla a su adversario, considerando que sólo podía deberse a la antigua camaradería que lo ligaba a Brown. Pronto aparecieron pasquines poniendo en duda su lealtad y la de los restantes oficiales de la Escuadra.
El 24 se avistaron desde el Cerro al O.S.O. de punta Yeguas el bergantín Vigilante escoltando un transporte de la escuadra argentina que conducían víveres a la escuadra de Brown desconociendo su partida. Coe destacó en su persecución a las barcas 25 de Mayo (Fourmantin) y Constitución (Dupuy), pero careciendo de vientos favorables zarparon recién a las 18 horas. El Vigilante y el transporte se retiraron al banco Ortíz, donde tras aligerar pudieron ponerse a salvo.

#### Fin de la escuadra Coe
Mientras Coe pedía se le iniciase consejo de guerra para aclarar ante la opinión pública su conducta, a instancias del ministro Francisco Antonino Vidal, Rivera renunció a disputar el río y se deshizo de sus buques con excepción del Pereira y la Constitución, que preparó para una expedición a Corrientes.
El general José María Paz, crítico de la "ocurrencia" de levantar una escuadra diría en sus Memorias: "El Gobierno, o mejor diré, el país, gastó sumas crecidas, y aún puede decirse, inmensas comparativamente a la importancia de la Escuadrilla, para aprontar, armar y tripular cinco o seis buques, que se pusieron al mando del norteamericano Coe, antiguo oficial de la marina de Buenos Aires. (...) Sin embargo de que no era mayor la fuerza del general Brown, nada hizo aquella de provecho, y después de unos cuantos encuentros incalificables, y por lo común.